# Junkers Ju 287
Junkers Ju 287 bylo německé dvoumístné experimentální letadlo vyvíjené během druhé světové války. Pohon zajišťovaly čtyři proudové motory Junkers Jumo 004. Vyznačovalo se revolučními rysy – křídlem s negativní šípovitostí a dvěma motory umístěnými pod každou polovinou křídla a dvěma na bocích přídě trupu. Nedokončený prototyp Ju 287 V2 byl po skončení války zajištěn Rudou armádou a jeho design měl po skončení druhé světové války vliv na vývoj letadel v SSSR.

## Vznik
Ju 287 byl projekt bombardéru, který by byl rychlejší než kterákoli spojenecká stíhačka. Dopředu ubíhající křídla byla nápad hlavního designéra projektu, Dr. Hanse Wockeho a měla zajistit dosažení velké výšky při nižších rychlostech, protože spolehlivost tehdejších proudových motorů byla nízká a letadla byla při vzletu a přistávání zranitelná. Ministerstvo letectví pověřilo firmu Junkers vývojem takového stroje již v roce 1943.
První prototyp byl postaven z trupu stroje Heinkel He 177A, ocasní plochy byly převzaty z letounu Junkers Ju 388, hlavní pevný podvozek z Junkersu Ju 352 a přední kola byla odebrána z havarovaného B-24 Liberator. Dva motory se nacházely pod křídlem a další dva na boku trupu v jeho přední části.

## Vývoj

Raketový motor Walter HWK 109-501 vystavený v Muzeum polského letectví v Krakově

Testy zahájil 16. srpna 1944 Flugkapitän Siegfried Holzbauer na letišti Brandis u Lipska kde se ukázalo, že Ju 287 V1 (RS+RA) se skvěle ovládá, ale objevily se také problémy s křídlem. Pro usnadnění vzletu se používaly dva pomocné raketové motory Walter HWK-501 s tahem po 11,8 kN, odhazované po dohoření na padáku. Byly zavěšovány pod křídlovými motorovými gondolami. Pro zkrácení dojezdu se používal stuhový brzdicí padák na zádi trupu. Testy také ukázaly, že by se mohlo těžit z umístění několika motorů pod křídlo a proto se u dalších prototypů plánovalo sloučení několika pohonných jednotek Heinkel HeS 011. Protože při vývoji těchto motorů nastaly problémy, bylo rozhodnuto o instalaci motorů BMW 003A-1.
Prototypy Ju 287 V2 a Ju 287 V3 měly mít šest takových motorů (tři pod každou polovinou křídla), pozdější prototypy měli mít pod každým křídlem dva a dva při trupu, podobně jako u prvního prototypu. Stavěný letoun V2 měl již trup převzat ze stroje Junkers Ju 388 a zatahovací podvozek. Třetí prototyp měl být výzbrojen dálkově ovládaným dvojkulometem MG 131 ráže 13 mm a sloužit jako podklad pro sériovou výrobu.
V roce 1945 byl Ju 287 V1 přemístěn do Erprobungsstelle Rechlin, kde však byl brzy nato při náletu spojeneckých bombardérů těžce poškozen. V závěru války byl ukořistěn Američany.
Ještě před dokončením prototypů V2 a V3 byla továrna Junkers u Lipska, kde se pokračovalo ve stavbě, obsazená Sověty a spolu se všemi letadly bylo odvezeno do SSSR. Tam byl druhý prototyp dokončen v závodech v Podberezje a poprvé vzlétl s Flugkapitänem Dülgenem 23. května 1947, ale v té době již vývoj Ju 287 předstihl. Podstatně zvětšená verze tohoto stroje, OKB-1 EF 140, byla testována v roce 1949, ale od projektu bylo upuštěno.

## Specifikace (Ju 287 V1)

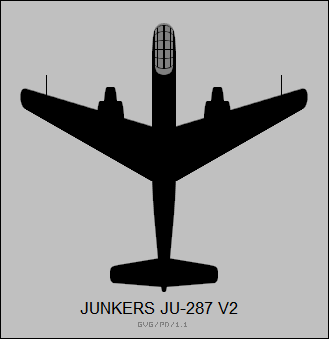
Junkers Ju 287 V2

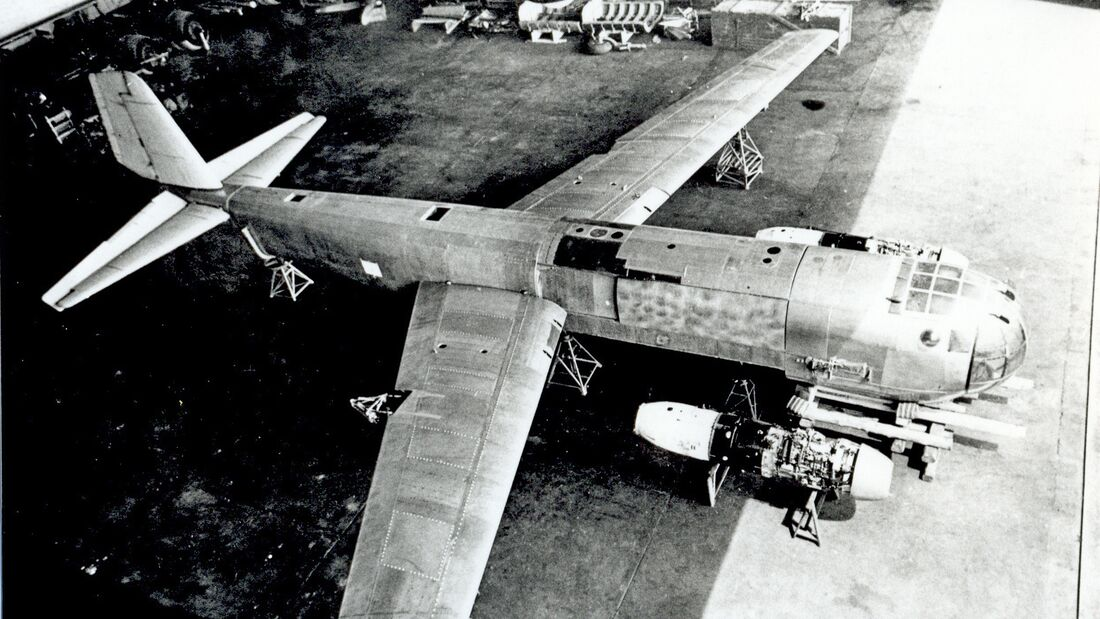
Ju 287 V1

Údaje podle

### Technické údaje
- Osádka:
- Délka: 18,28 m
- Rozpětí: 20,10 m
- Výška: 4,70 m
- Nosná plocha: 58,30 m²
- Prázdná hmotnost: 12 510 kg
- Vzletová hmotnost: 20,000 kg
- Pohonná jednotka: 4 × proudový motor Junkers Jumo 004B-1, každý o tahu 8,825 kN

### Výkony
- Maximální rychlost: 558 km/h
- Maximální dosažená rychlost při střemhlavém letu: 650 km/h
- Cestovní rychlost: 511 km/h
- Minimální rychlost: 190 km/h
- Dolet: 1500 km
- Dostup: 9 400 m
- Stoupavost: 580 m/min